# 千年殺
童子拜觀音是將双掌合起，用双手食指瞄準另一人的肛门區域做大力突刺的動作，跟阿魯巴相似皆屬於惡作劇的一種。漢語傳統原稱「童子拜觀音」（簡稱「拜觀音」），已沿用逾百年，後經火紅日本動漫《火影忍者》宣傳為「千年殺」（日语：／ sennen goroshi */?），又被戲稱是爆菊花、督肛門、捅屁股、灌腸、浣腸（日语： kanchō */?），其中最後者在日本當地常用，但以片假名書寫，以與實際上的浣腸區別。原本主要在東亞地區學生之間流行，有演變為校園暴力甚至是受傷的風險。若雙方並非好友，則此動作有攻擊、恐嚇，與侮辱對方的用意。

## 出現橋段
日本綜藝節目《八點全員集合》與《志村大爆笑》的短劇單元中常出現此橋段。
出現千年殺橋段的漫畫有北条司的《城市猎人》。鳥山明的《IQ博士》，井上雄彦的《灌篮高手》，岸本齐史的《火影忍者》，尼子騷兵衛的《忍者乱太郎》，筑地俊彦的《肯普法》，空知英秋的《銀魂》，Project-118的《來自風平浪靜的明天》，鈴木健也的《百無禁忌！女高中生私房話》，川崎直孝的《千緒的通學路》，臼井仪人的《蠟筆小新》，吉野五月的《元氣囝仔》。

## 外部連結
- Kancho.jp - A site devoted to Kancho.
- Gaijin Chronicles - A series of editorials written by an American language teacher living in Kyoto, Japan, including many thwarted multiple-kancho attempts (formerly Outpostnine - I am a Japanese School Teacher)